# Francisco Feliu de la Peña
Francisco Feliu de la Peña (Vilasar de Dalt, c. 1801-Madrid, 1851) fue un militar y escritor español.

## Biografía
Nacido hacia comienzos del siglo XIX en la localidad catalana de San Ginés de Vilasar, ingresó en el ejército como cadete en 1809, y en 1811 ascendió a subteniente, sirviendo en Cataluña en la guerra de la Independencia. En 1814 pasó de guarnición a Cádiz, y dos años después fue destinado al regimiento de Burgos y de este al ejército expedicionario de Ultramar, embarcándose en 1817 para Costa Rica, en donde fue maestro de cadetes, y tomó parte en las operaciones militares contra los rebeldes. Permaneció en Costa Rica hasta 1821, cuando regresó á España. Desde entonces sirvió en distintos regimientos y desempeñó varios cargos en el ejército.
En 1833 fue nombrado fiscal de la Comisión militar de Cataluña y en el siguiente año secretario de dicha Capitanía general, en 1837 se le concedieron honores de secretario de su majestad con ejercicio, y después nombrado secretario de la Capitanía general de Granada. Fue ascendido a coronel en 1839, algún tiempo después a brigadier y nombrado secretario del Ministerio de la Guerra.
En el terreno literario su primera obra conocida sería  una novela publicada en 1837 en Sevilla, imprenta de Davila y C.ª, con el título Elena y Paulina. En 1841, anónimo, dio a luz en Madrid, imp. de Sordo-mudos, un pequeño folleto en 4.º de 12 pág., titulado Capitanes generales, sus secretarios y el Estado Mayor. En 1846 y 1847 hallándose en Valencia formó parte de la redacción del periódico ilustrado El Fénix, en el que escribió varios artículos musicales con el pseudónimo de «El aficionado», y revistas teatrales con el de «Mosca». Falleció el 2 de mayo de 1851 en Madrid y fue enterrado en la sacramental de San Ginés.

## Obras
- Memoria sobre el cuerpo de Estado Mayor, Barcelona, imp. de Vallès, 1843, 63 páginas.[2]
- Leyenda historica-política-militar-administrativa-religiosa del Peñón de la Gomera, con noticias de las expediciones españolas contra la costa de Africa, y Memoria sobre la conservación ó abandono de los presidios menores. Valencia, imp. Cabrerizo, 1846. Un vol. en 4.°, 159 págs.[2]
- La jurisprudencia militar al alcance de todos. Juzgado de los capitanes generales de la provincia y de los generales en jefe, consejos de guerra, tribunales que deben conocer de los delitos de conspiración, ilegalidad de las comisiones militares y de los estados de sitios. Valencia, imp. Mateo Cervera, 1847. En 8.°. Folleto.[2]
- Proyecto de código militar, Barcelona, imprenta de "El Sol", 1851. Tomo I. Un vol. En 4.° mayor, 160-165 págs.[2]
- Fundamentos de un nuevo código militar, Barcelona, imp. Oliveres, 1850. Un vol. En 4.°.[2]
- Cien notas al escrito de D. Juan Manuel Vasco sobre el cuerpo de Estado Mayor. Barcelona, 1850. En 4.°. Folleto.[2]